# 緋忍伝 呀宇種
『緋忍伝 呀宇種』（ひにんでん ガウス）は、2005年にピンクパイナップルから発売されたアダルトアニメである。
ストーリー原案・キャラクターデザイン・作画監督にりんしん、脚本にたかおかよしおを担当した。ARMSに制作された最後の18禁OVAで、物語は未完結であるが、1話を残している。本編までのプロローグをピンクパイナップルの公式サイトに全3回掲載され、構成にたかおかよしお、脚本に神原正夫を担当している。

## 登場人物
中村大輔（なかむら だいすけ）
紅蘭麻姫（くらまひめ）
桃花
楓
葉月
おがる
幻斉
百々目
修羅
陀吉尼
月影隆盛（つきかげ かもり）

## スタッフ
- 原作 - りんしん&たかおかよしお
- エグゼクティブ・ディレクター（監督・演出） - ふくもとかん
- エグゼクティブ・プロデューサー - かのひで
- プロデューサー - 緒賀進、越中おさむ
- シナリオライター - たかおかよしお
- 絵コンテ - 福八宮二
- キャラクターデザイナー/作画監督 - りんしん
- アート・ディレクター - 常盤庄司
- カラー・コーディネイター/色指定・検査 - 中田亮大
- フォトグラフィー・ディレクター - 森口洋輔
- エディター - 田熊純（アクタス編集）
- サウンド・ディレクター - 熊野実
- ミュージックライター - 修羅徹
- 音響効果 - 伊藤克己
- 音響制作 - 町田薰
- 制作担当 - 新里英之
- 制作 - ARMS
- 製作 - ピンクパイナップル

## パッケージ
販売版DVDとレンタル専用DVDの二種類を発行している。
- 『緋忍伝 呀宇種』朧月の章 約30分収録 2005年12月22日発売 JDXA-55551
- 『緋忍伝 呀宇種』朧月の章 [レンタル専用] 約40分収録 JDRA-55541